# Jean Bart

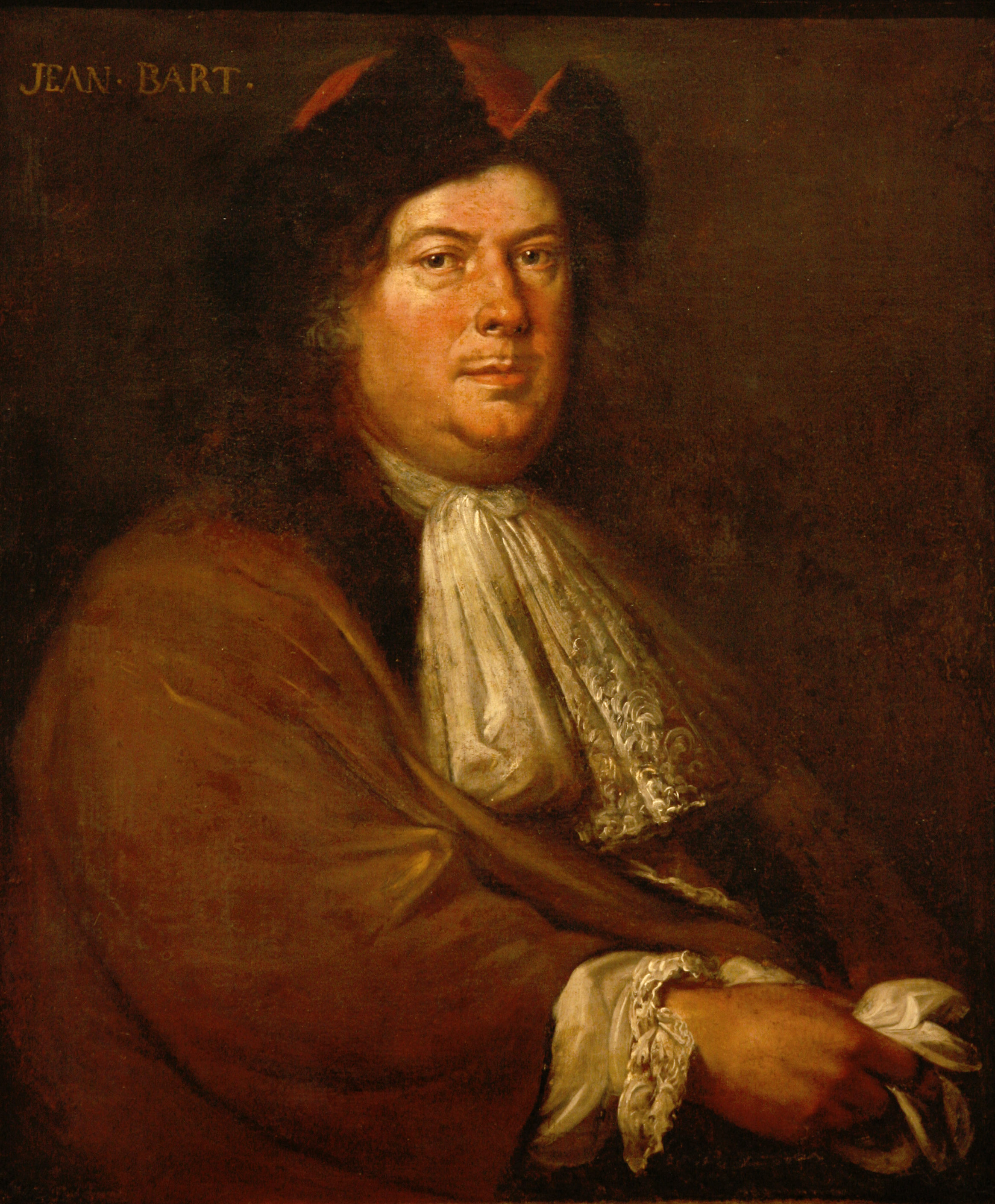
Jean Bart (Porträt von Mathieu Elias)

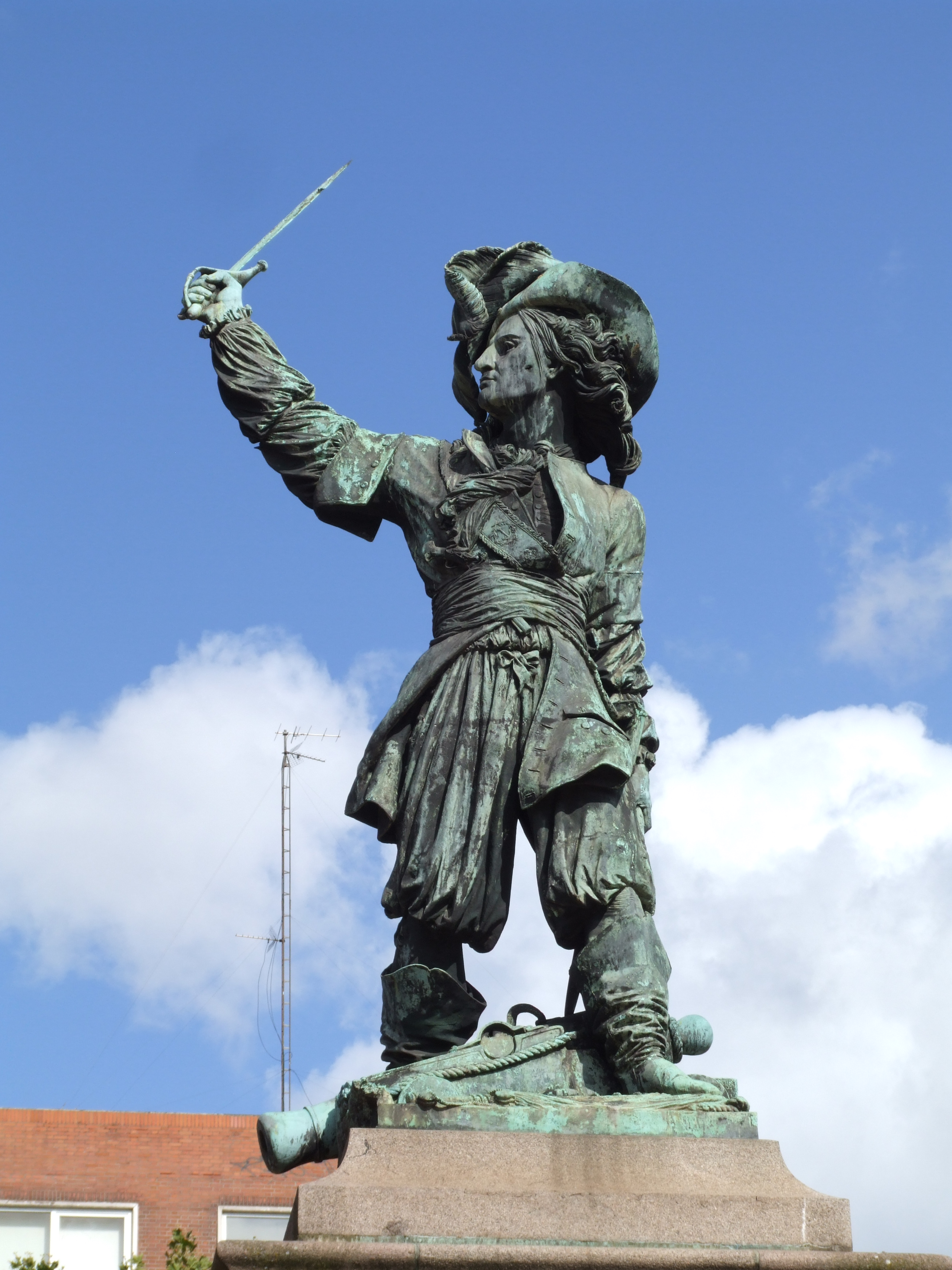
Statue Jean Barts auf der Place Jean Bart im Zentrum von Dünkirchen

Jean Bart, eigentlich wohl Jan Baert, (* 21. Oktober 1650 in Dunkerque; † 27. April 1702 ebenda) war ein Freibeuter in Diensten des französischen Königs Ludwig XIV. und Admiral der französischen Marine.

## Leben
Er heuerte 1662 mit zwölf Jahren als Schiffsjunge auf einem Schmuggler an, war mit 16 Jahren Führungsoffizier und nahm in der holländischen Marine unter Admiral Michiel de Ruyter an einer Kaperfahrt gegen Großbritannien teil. Er kämpfte unter de Ruyters Befehl in der Viertageschlacht. Nach dem Frieden von Breda (1672) kehrte er in seinen Geburtsort Dünkirchen zurück. Als Ludwig XIV. 1672 Krieg gegen Holland führte, erhielt Bart königliche Kaperbriefe. Jean Bart gehörte zu den Freibeutern von Dünkirchen. Es folgten eine Karriere als patentierter Freibeuter innerhalb der französischen Flotte und die Geburt seines Sohnes François-Cornil Bart.
1689 wurde er von den Engländern während eines Geleitzuggefechts gefangen genommen. Zusammen mit seinem Lieutenant Claude de Forbin und 20 Matrosen konnte er kurze Zeit darauf aus dem Hafen von Plymouth fliehen und mit einem gestohlenen Boot nach drei Tagen Rudern St. Malo erreichen.
1694 gelang es ihm nach seinem Sieg in der Seeschlacht von Texel einen für Frankreich bestimmten Getreidekonvoi skandinavischer Schiffe aus holländischen Händen zu befreien.
Für diese Tat wurde Bart zum Chevalier de St. Louis geschlagen und in den Adelsstand erhoben. Nach seinen Erfolgen wurde Jean Bart 1696 Chef d’escadre (Konteradmiral) der französischen Marine. 1697 befehligte er die erfolglose Expedition nach Danzig, die zum Ziel hatte, Louis-François de Bourbon, prince de Conti in der Königswahl als Nachfolger des verstorbenen polnischen Königs Johann Sobieski zu installieren.
Im Alter von 51 Jahren starb der 2,04 Meter große Hüne Jean Bart am 27. April 1702 an den Folgen einer Grippe und fand seine letzte Ruhestätte auf dem Friedhof der Kirche St. Eloi.

## Ehrungen
- In Dunkerque erinnert seit 1847 ein Denkmal an ihn, und der Hauptplatz von Dunkerque ist der Place Jean Bart.
- Theodor Fontane verfasste eine Ballade mit dem Titel Jan Bart.
- Etwa ein Dutzend französische Kriegsschiffe waren nach ihm benannt, darunter ein geschützter Kreuzer, das erste französische Großkampfschiff, ein 1940 auf Kiel gelegtes Schlachtschiff, ein Lenkwaffenzerstörer.
- Ein Gymnasium in Dunkerque trägt seinen Namen.
- Ein Drehtabak ist ebenfalls nach ihm benannt, jedoch mit der Schreibweise Barth.
- In seinem Bergarbeiter-Roman Germinal benannte Émile Zola eine der bestreikten Gruben nach Jean Bart.
- Der französische Fußballverein USL Dunkerque trug auf seinem Heimtrikot der Saison 2024/25 die Silhouette Jean Bart's

### Liedgut
Jean Bart lebt in einem Kinderlied, das noch heute an der nordfranzösischen Küste vorkommt.
Jean Bart, Jean Bart,
wohin geht die Fahrt?
Nach Westen, nach Osten,
das soll uns nichts kosten,
da wollen wir schnappen,
die goldenen Happen,
die engelschen Pinten,
die holländischen Krinten,
den spanischen Wein.
Steig ein!
Weiter gibt es auch noch das Lied Avec Jean Bart s’en sont allés.